# Graeme Murty
Graeme Stuart Murty (Saltburn, Inglaterra, Reino Unido; 13 de noviembre de 1974) es un exfutbolista y entrenador escocés. Es el entrenador del equipo Sub-21 del Southampton desde 2022.
Como futbolista, se desempeñó de defensa. Pasó su carrera en clubes del ascenso inglés, jugando una temporada de Premier League por el Reading en 2006-07. A nivel internacional, disputó 4 encuentros con la selección de Escocia entre 2017 y 2018. Tras su retiro en 2010 comenzó su carrera como entrenador de juveniles.

## Clubes

### Como jugador
| Club                         | País       | Año       |
| ---------------------------- | ---------- | --------- |
| York City                    | Inglaterra | 1993-1998 |
| Reading                      | Inglaterra | 1998-2009 |
| Charlton Athletic (préstamo) | Inglaterra | 2009      |
| Southampton                  | Inglaterra | 2009-2010 |

## Clubes

### Como entrenador
| Club                     | País       | Año           |
| ------------------------ | ---------- | ------------- |
| Norwich City (Juveniles) | Inglaterra | 2014-2015     |
| Norwich City (Sub-18)    | Inglaterra | 2015-2016     |
| Rangers (Sub-20)         | Escocia    | 2016-2017     |
| Rangers (Interino)       | Escocia    | 2017          |
| Rangers (Interino)       | Escocia    | 2017          |
| Rangers                  | Escocia    | 2017-2018     |
| Rangers (Segundo equipo) | Escocia    | 2018-2020     |
| Rangers (sub-19)         | Escocia    | 2019-2020     |
| Rangers (inferiores)     | Escocia    | 2020-2021     |
| Sunderland (sub-21)      | Inglaterra | 2022-presente |

## Palmarés

### Títulos nacionales
| Título                       | Club    | País       | Año     |
| ---------------------------- | ------- | ---------- | ------- |
| Football League Championship | Reading | Inglaterra | 2005-06 |

### Distinciones individuales
| Distinción                            | Año     |
| ------------------------------------- | ------- |
| PFA Team of the Year: Second Division | 2001-02 |
| Jugador de la temporada del Reading   | 2001-02 |

## Vida personal
Nacido en Inglaterra, Murty jugó a nivel internacional por Escocia por su padre escocés.